# Henri Gambart
Henri Gambart, o Henry Gambart (... – 5 aprile 1935), è stato un commediografo, regista cinematografico e paroliere francese.
Fu autore di numerose commedie e pochade, scritte spesso in collaborazione.
Negli anni dieci del Novecento, diresse oltre una cinquantina di cortometraggi, lavorando per la Pathé. 

## Filmografia
- Les Débuts d'un canotier (1907)